# Wendy Lee Queen
Wendy Lee Queen (née le 23 août 1981 en Caroline du Sud) est une chimiste spécialiste des matériaux américaine. 
Ses recherches portent sur le développement, la conception et la production de matériaux hybrides organiques/inorganiques à l'intersection de la chimie, du génie chimique et des sciences des matériaux. 
À partir de 2020, elle est professeure assistant permanent à l'École polytechnique fédérale de Lausanne (EPFL) en Suisse, où elle dirige le Laboratoire des matériaux inorganiques fonctionnels.

## Carrière
Wendy Lee Queen étudie la chimie et les mathématiques à l'université Lander de Greenwood, en Caroline du Sud, aux États-Unis. Elle obtient ensuite un doctorat en chimie inorganique à l'université de Clemson, sous la direction de Shiou-Jyh Hwu. En 2009, elle rejoint le Center for Neutron Research du National Institute of Standards and Technology. De 2011 à 2012, elle est chercheuse invitée dans le laboratoire de Jeffrey R. Long à l'Université de Californie Berkeley avant de revenir au Center for Neutron Research en tant que boursière postdoctorale avec Craig Brown,,.
En tant que scientifique de projet, Wendy Lee Queen rejoint la Molecular Foundry (Fonderie moléculaire) du Lawrence Berkeley National Laboratory en 2012. Là, elle aide à construire un nouveau programme utilisateur axé sur la synthèse et la caractérisation des adsorbants poreux. Pendant son séjour, elle travaille sur un certain nombre de projets axés sur l'utilisation de cadres polymères-métal-organique (MOF) ou de membranes à base de MOF pour une variété de séparations de gaz pertinentes au niveau mondial, telles que la capture du dioxyde de carbone des gaz de combustion et la capture de l'eau de l'air,.
En 2015, Wendy Lee Queen  est nommée professeure assistant au département de génie chimique de l'École polytechnique fédérale de Lausanne en Suisse. Son laboratoire de matériaux inorganiques fonctionnels est basé sur le campus de l'EPFL Valais Wallis à Sion, en Suisse,.

## Recherche
La recherche de Wendy Lee Queen est axée sur la synthèse et la caractérisation de nouveaux adsorbants poreux, à savoir les cadres métallo-organiques, et leurs composites correspondants, qui présentent un intérêt pour un certain nombre d'applications hôte-guide. Ses recherches visent à apporter des connaissances pour résoudre des problèmes d'importance mondiale, tels que la réduction de la consommation d'énergie, la diminution des émissions de CO2, la purification de l'eau, l'extraction de produits de valeur à partir de déchets et les processus de conversion chimique.
Wendy Lee Queen s'est fait connaître d'un public plus large grâce à son discours TEDx intitulé Réduire les émissions de carbone pour sauver des vies (Cut Carbon to Save Lives), à son article intitulé L'extraction de l'or à partir de déchets pourrait-elle réduire son coût élevé ? (Could mining gold from waste reduce its great cost ?"), et à ses multiples apparitions dans les médias,,,,,.

## Distinctions
En 2020, Wendy Lee Queen est nommée parmi les "12 talents" de Chemical & Engineering News. Elle est membre du comité des conseillers scientifiques de novoMOF.